# Юнак (дружество)
Вижте пояснителната страница за други значения на Юнак.
Българското гимнастическо дружество „Юнак“, наричано и Соколско дружество, е създадено в края на XIX век по първообраза на швейцарските гимнастически дружества и чешкото движение „Сокол“.

## Създаване
През 1894/1895 година в България пристигат първите швейцарски гимнастически учители, сред които са Луи Айер, Даниел Бланшу и други. Първото дружество е „Осоговски юнак“ в Кюстендил. В Дупница е създадено дружеството „Македонски юнак“. Още дружества: „Юнак“ – София, „Тракийски юнак“ – Пловдив, „Асеневски юнак“ – Станимака, „Доростолски юнак“ – Силистра, „Юнак“ – Стара Загора, „Черноморски юнак“ – Бургас, „Черноморски юнак“ – Варна, „Юнак“ – Габрово, „Юнак“ – Тутракан, „Юнак“ – Трявна, „Юнак“ – Враца, „Юнак“ – Разград, „Еледжишки юнак“ – Т. Пазарджик, „Бдински юнак“ – Видин, „Братя Загорски“ – Берковица.

## Юнашки дружества в Македония
В Османската империя християнското население е освободено от военна повинност, а строевото обучение е забранено дори в училищата. След политическите реформи проведената през юли 1908 година Младотурска революция се дава възможност на българите в Македония да основат свои гимнастически дружества „Юнак“.
През декември 1908 година в Солун пристига Даниел Бланшу, един от създателите на дружеството в Княжество България, който основава „Гимнастическото дружество на отоманските българи в Солун“. Под негово ръководство се създават дружества и в Битоля („Пелистерски юнак“), Скопие („Вардарски юнак“), Прилеп („Златовръх“), Велес („Велешки юнак“), ресенското село Янковец („Източни юнак“), Струга („Чернодрински юнак“), Лерин („Бигленски юнак“), Охрид („Охридски юнак“), стружкото село Вевчани, Тетово, Куманово, Дебър, Крушево, Щип, Кичево („Кичевски юнак“) и Банско или общо осемнадесет дружества. В Солун урежда първия месечен курс за главатари и учители по гимнастика, в който за главатари се обучават 51 българи. В организацията се включват българи от различни съсловия и с различни професии: лекари, търговци, свещеници, занаятчии, ученици, чираци и калфи. Членската му маса по места варира между 100 – 1000 души.
През 1910 година македонските дружества правят обиколка в България, където оставят добри впечатления. През 1911 година при обиколката на султан Мехмед V в Македония е посрещнат тържествено от юнашките дружества в Битоля и Скопие. В 1912 година по покана на пражките соколи, Бланшу урежда екскурзия до Прага със солунски и скопски юнаци. По време на Балканската война след напускането на Битоля от страна на турската армия дружеството „Пелистерски юнак“ поема за няколко дни полицейските функции в града, след което го предава на сръбските войски.
Дружествата „Юнак“ в попадналите под сръбска и гръцка власт градове са разтурени от новите власти през 1912 – 1913 година.
През 1915 година македонската емигрантска общност в Торонто основава атлетическо дружество „Балкански юнак“.

## Дружествата след Първата световна война
През 8 – 12 юли 1939 година в София се провежда IX събор на гимнастическото дружество „Юнак“, който е посетен от представители на руските емигрантски соколски дружества и поздравителна делегация от Полша. Заради усложненото военно положение през годината на събитието не могат да присъстват най-добре развитите в спортно отношение Чехословашки соколи. Пристигат и над 7000 члена на соколските дружества от Кралска Югославия, като 1000 от тях са от Вардарска бановина, която е посрещната и след края на събитието изпратена радушно от българската публика.

## Закриване на дружествата след преврата през 1944 година
Според протокол от заседание на Политбюро на ЦК на БРП от 30 ноември 1944 г. дружеството е съставено официално от 40 000 члена, а всъщност реално има около 12 – 15 000. Охарактеризирано е като „буржоазна организация с великобългарски шовинистични тенденции и с големи материални съоръжения“. Поради невъзможността тази организация да се овладее от партията, се предлага да се слее със спортната федерация. През следващата 1945 г., под натиска на правителството, съюзът „Юнак“ е принуден да се обедини с Българската народна спортна федерация в общ „ОФ-Народен съюз за гимнастика и спорт“. През 1946 година се извършва се унищожение на юнашката библиотека, архив и музей. По-късно през годината Съюзът на българските гимнастически дружества „Юнак“ е обявен за буржоазна великобългарска и фашистка организация. В резултат „Юнак“ окончателно е разтурен като „националистическа“ организация, а дарителските му фондове са закрити.

### Дейци
- Даниел Бланшу
- Георги Данаилов
- Стефан Ролев
- Анастас Спространов
- Йосиф Буреш

## Галерия
- Скопското българско юнашко дружество в Прага в 1912 година.
- Дружество „Пелистерски юнак“ на Илинден, 2 август 1916 година[8]
- Дружество „Пелистерски юнак“ пред църква
- Гимнастическото дружество „Пелистерски юнак“ в Битоля, 1909 година (Стефан Ролев е под знамето).
- Освещаването на българската църква в Лерин през 1910 година (Стефан Ролев е в средата на предпоследния ред).
- Българското юнашко дружество „Бигленски юнак“ в Лерин в 1910 година (Стефан Ролев – в средата отзад).
- „Велешки юнак“ с главатаря Ат. Димев, 1910 година.
- Гимнастици от българското дружество „Юнак“ в двора на Солунската гимназия.
- Гимнастическото дружество „Балкански юнак“ в Торонто, Канада, 1918 година